# Paula Cabezas
Paula Cabezas (* 21. August 1972 in Providencia) ist eine ehemalige chilenische Tennisspielerin.

## Karriere
Cabezas spielte überwiegend Turniere auf der ITF Women’s World Tennis Tour, wo sie 14 Titel im Einzel und 17 im Doppel gewinnen konnte.
1989 erhielt sie mit Partnerin Orathai Thampensri eine Wildcard für das Hauptfeld im Juniorinnendoppel der French Open, wo die beiden aber bereits in der ersten Runde gegen die Paarung Nicole Pratt und Wang Shi-ting mit 2:6 und 5:7 verloren. Im Juli trat Cabezas in Wimbledon an, wo sie im Juniorinneneinzel in der ersten Runde gegen die US-Amerikanerin Kimberly Kessaris mit 2:6 und 4:6 verlor.
1990 erreichte sie in Wimbledon im Juniorinneneinzel mit einem 6:1 und 6:2 Erstrundensieg über Krisna Summa die zweite Runde, wo sie gegen Barbara Rittner mit 5:7 und 4:6 verlor. Bei den Südamerikaspielen gewann sie dreimal Gold, neben dem Einzel auch im Doppel gemeinsam mit Partnerin Melisa Castro und im Mixed an der Seite von Marcos Colignion.
1991 trat sie im August bei den panamerikanischen Spielen an, wo sie im Dameneinzel das Achtelfinale erreichte, im Damendoppel an der Seite von Paulina Sepúlveda die Bronzemedaille gewann und im Mannschaftswettbewerb mit Chile das Halbfinale erreichte. Im Dezember erreichte sie beim mit 75.000 US-Dollar dotierten Nivea Cup in São Paulo zusammen mit Partnerin Andrea Vieira im Damendoppel das Halbfinale.
1992 nahm Cabezas an den olympischen Sommerspielen 1992 teil, wo sie in der Qualifikation zum Dameneinzel in der ersten Runde gegen die Puertoricanerin Emilie Viqueira mit 6:1, 3:6 und 6:2 gewann, in der zweiten Qualifikationsrunde dann aber gegen ihre Landsfrau Paulina Sepulveda mit 7:67, 4:6 und 4:6 verlor. Im Doppel verlor sie an der Seite von Partnerin Paulina Sepulveda gegen die mexikanische Paarung Angelica Gavaldon und Lupita Novelo mit 6:4, 5:7 und 2:6.
1993 stand sie mit Partnerin Adriana Serra Zanetti im Finale des Damendoppels des ITF Caserta, wo sie mit 6:2, 2:6 und 4:6 gegen Karin Lušnic und Maja Murić verloren.
1994 konnte Cabezas bei den Südamerikaspielen in Valencia ihren Titel im Einzel verteidigen und die Goldmedaille gewinnen.
1995 spielte sie im Februar bei den IGA Tennis Classic ihr erstes Turnier der WTA Tour, wo sie im Doppel an der Seite von Maja Zivec-Skulj gegen Katrina Adams und Brenda Schultz-McCarthy in der ersten Runde mit 6:7 und 2:6 verloren. Bei den Puerto Rico Open qualifizierte sie sich für das Hauptfeld im Dameneinzel und rutschte gemeinsam mit Partnerin Emilie Viqueira als Lucky Loser ins Hauptfeld im Damendoppel. Im Einzel verlor sie in der ersten Runde gegen Julie Halard-Decugis mit 2:6 und 3:6, im Doppel unterlagen sie der Paarung Karin Kschwendt und Rene Simpson mit 1:6 und 3:6.
1996 nahm sie für Chile an den Olympischen Sommerspielen teil, wo sie im Damendoppel an der Seite von Bárbara Castro antrat. Die beiden verloren ihre Erstrundenbegegnung gegen die ungarische Paarung Virág Csurgó und Andrea Temesvári mit 4:6, 6:1 und 3:6.
1998 gewann sie bei den Südamerikaspielen die Bronzemedaille im Einzel und an der Seite von Bárbara Castro die Goldmedaille im Doppel.
1999 gewann sie bei den Panamerikanischen Spielen an der Seite von Bárbara Castro die Silbermedaille.
Von 1991 bis 1998 nahm Castro an insgesamt 36 Fed-Cup-Begegnungen für Chile teil. Von insgesamt 70 Spielen konnte sie 49 gewinnen und verlor 21, davon gewann sie im Einzel von 40 Matches 26 bei 14 Niederlagen und im Doppel gewann sie von insgesamt 30 Matches 23 bei sieben Niederlagen. Mit Partnerin Bárbara Castro gewann sie 15 Doppel, was ein nationaler Rekord ist.